# Psectrocladius septentrionalis
Psectrocladius septentrionalis är en tvåvingeart som beskrevs av Chernovskij 1949. Psectrocladius septentrionalis ingår i släktet Psectrocladius och familjen fjädermyggor. Inga underarter finns listade i Catalogue of Life.